# Joe Fogler

Joe Fogler (1907)

Joseph Stanley „Joe“ Fogler (* 17. März 1884 in New York; † 5. Oktober 1930 ebenda) war ein US-amerikanischer Bahnradsportler.
Joe Fogler war ein Sohn deutscher Einwanderer. Laut Aussage des Sport-Albums der Rad-Welt entsprach er einem „durchaus germanischen Typus“ und sprach auch Deutsch. Schon mit 15 Jahren wurde er Profi-Radsportler und begann seine sportliche Karriere als Sprinter.
Von 1904 bis 1914 war Fogler Profi-Radrennfahrer und bestritt in diesen Jahren insgesamt 26 Sechstagerennen, von denen er neun gewann, allein fünfmal das Rennen in seiner Heimatstadt. 1912 wurde er gemeinsam mit Jimmy Moran Zweiter des Berliner Sechstagerennens, und 1913 gewann er das erste Sechstagerennen von Paris gemeinsam mit Alfred Goullet.
Nach dem Ersten Weltkrieg organisierte Fogler selbst Sechstagerennen und arbeitete für den Radsport-Manager John Chapman. 1930 kam er ums Leben, als er bei einem Jagdunfall von seinem eigenen Gewehr in die Brust getroffen wurde.